# Mercatale (Cortona)
Mercatale è una frazione di Cortona in provincia di Arezzo in val di Pierle bagnata dal fiume Niccone, sul lato opposto del torrente si trova il comune di Lisciano Niccone in provincia di Perugia. Dista 20 km dal capoluogo comunale.

## Storia
La valle era già abitata in epoca romana e venne abbandonata durante le invasioni barbariche intorno al V secolo. L'attuale centro abitato fondato forse intorno all'anno 1000 dai monaci benedettini provenienti dall'abbazia di Vallombrosa lo fondarono come luogo di mercato sulla strada che portava da Cortona a Perugia. Nel X secolo venne costruito dai Marchesi di Monte Santa Maria (poi Marchesi di Sorbello) il castello di Pierle che venne sottomesso nel XIII secolo dal comune di Cortona. Nel 1300 venne costruita l'attuale rocca per difendere Cortona dalla nemica Perugia, successivamente venne venduto alla famiglia Oddi di Perugia. Nel 1383, quando la peste nera arrivò a Cortona, venne scelto come luogo di rifugio per i cortonesi scampati all'epidemia.
Il 1º febbraio 1411 i fiorentini acquistarono il paese e una parte della valle del Niccone fino a poco dopo Sant'Andrea di Sorbello. Quindi il luogo divenne confine tra lo Stato Pontificio e la Repubblica fiorentina, poi Granducato di Toscana. Il paese si trovava tra la dogana toscana posta nell'odierna frazione di La Dogana di Cortona e la dogana pontificia nell'odierna frazione di La Dogana di Umbertide (PG). Con l'Unità d'Italia, nel 1860, divenne un piccolo centro abitato al confine tra Umbria e Toscana, perdendo ogni significato strategico e doganiero.

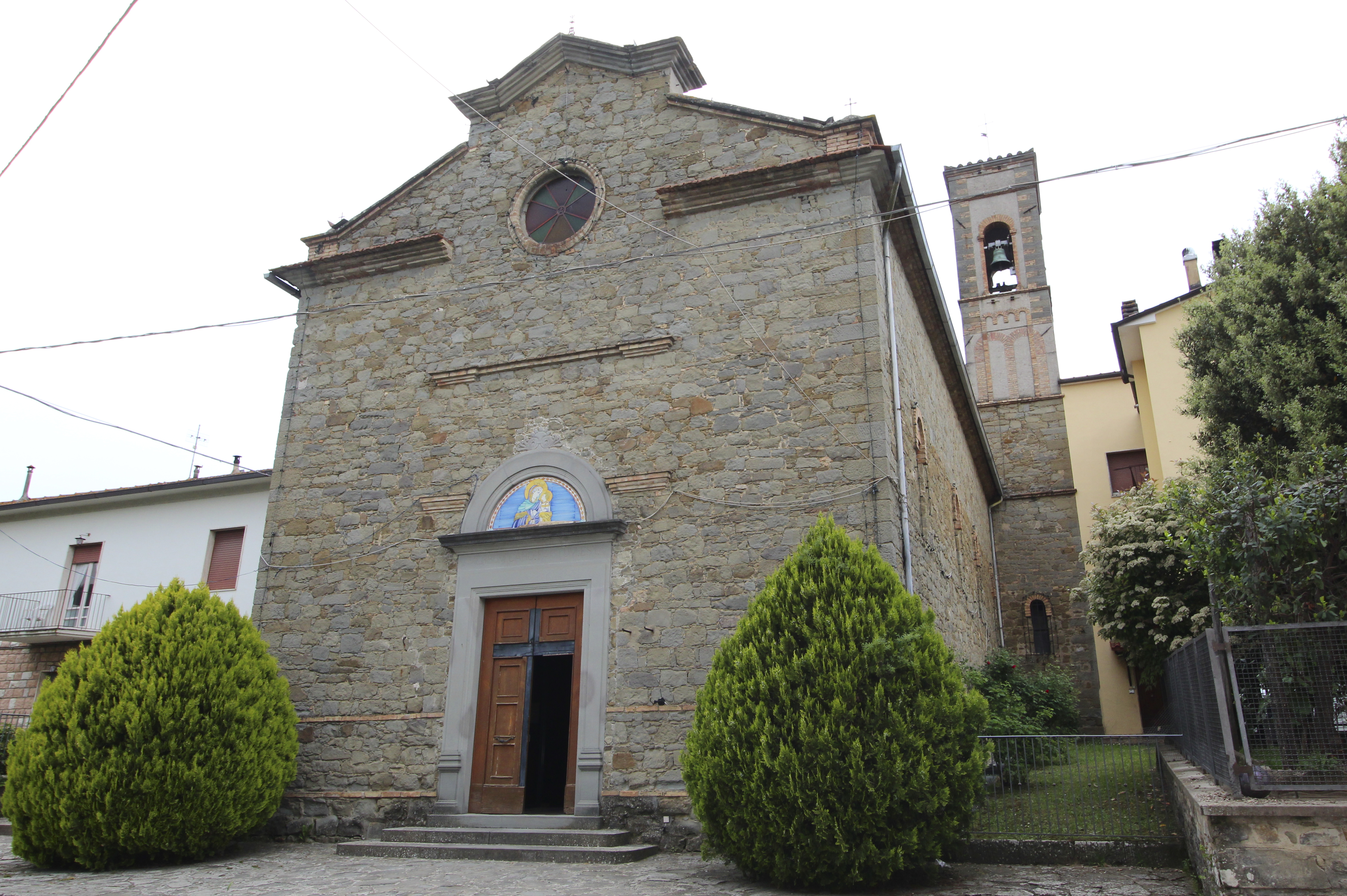
La chiesa di Santa Maria del Carmine